# Нікола Бурбон Молодший
Нікола́ Бурбо́н Молодший (* 1574, Вандевр-сюр-Барс або Бар-сюр-Об — 6 серпня 1644, Париж) — французький ораторіанець, еллініст, нео-латинський та французький письменник, член Французької академії.

## Біографія
Нікола Бурбон Молодший був троюрідним небожем неолатинського поета Нікола Бурбона Старшого (1503—1550), автора «Дурниць» (Nugae), портрет якого створив Ганс Гольбейн Молодший.
Бурбон був учнем письменника Жана Пассера. Він викладав у Колеж де Грассен, Колеж де Кальві та в Колеж Аркур. Одним з його учнів був письменник Жан-Луї Ґез де Бальзак. За протекції кардинала Жака-Деві Дюперрона у 1611—1620 роки він став професором грецької мови в Колеж де Франс (попередник: Жорж Кріттон, 1555—1611, у Колеж де Франс з 1595; наступник: П'єр Валанс, 1570—1641).
1620 року пішов у відставку і вступив до ораторіан. У 1623—1628 роках був каноніком у Лангрі. 1634 року повернувся до Парижа і отримав пенсію від Рішельє. Згодом отримав ще одну пенсію від єпископа Августина Потьє з Бове, який був його учнем. 1637 року Нікола Бурбона обрали членом Французької академії (крісло № 29). Він помер у віці 69 років.

## Вибрані праці
- Nicolaï Borbonii Poëmatia exposita. Appendix. 1633
- Opera omnia, poemata, orationes, epistolae, versiones e Graeco, quibus accessit ejusdem tumulus a clarissimis viris extructus 1651, 1654